# Dover (Ohio)
Dover is een plaats (city) in de Amerikaanse staat Ohio, en valt bestuurlijk gezien onder Tuscarawas County.

## Demografie
Bij de volkstelling in 2000 werd het aantal inwoners vastgesteld op 12.210.
In 2006 is het aantal inwoners door het United States Census Bureau geschat op 12.504, een stijging van 294 (2.4%).

## Geografie
Volgens het United States Census Bureau beslaat de plaats een oppervlakte van
13,8 km², waarvan 13,6 km² land en 0,2 km² water. Dover ligt op ongeveer 275 m boven zeeniveau.

## Plaatsen in de nabije omgeving
De onderstaande figuur toont nabijgelegen plaatsen in een straal van 12 km rond Dover.

## Geboren
- William Quantrill (1837-1865), bendeleider en Zuidelijke militair tijdens de Amerikaanse Burgeroorlog